# Cerithium nodulosum
Cerithium nodulosum (denominada, em inglês, giant knobbed cerith) é uma espécie de molusco gastrópode marinho do Indo-Pacífico, pertencente à família Cerithiidae. Foi classificada por Jean Guillaume Bruguière, em 1792, e nomeada Murex nodulosus (no gênero Murex).

## Descrição da concha e hábitos
Concha com 13 até 15 centímetros de comprimento (comprimento comum: 12 centímetros); com grosseiras cordas em espiral, nódulos bruscos, pontiagudos e pesados; oito na última volta; um mais próximo da abertura, muito ampla; três grandes cordões nodulosos na base da concha. Canal sifonal curto, lábio externo expandido e ondulado, columela curva, ambos de coloração branca. Interior, às vezes, com sombreamento negro-azulado.
É encontrada em águas rasas da zona nerítica até os 50 metros de profundidade, principalmente em áreas de recifes.

## Distribuição geográfica e uso
Cerithium nodulosum ocorre no Indo-Pacífico e Pacífico Ocidental, incluindo mar Vermelho e golfo de Omã. É comumente coletada no Pacífico Ocidental para o comércio de alimentos e pelo valor de sua concha para o colecionismo.

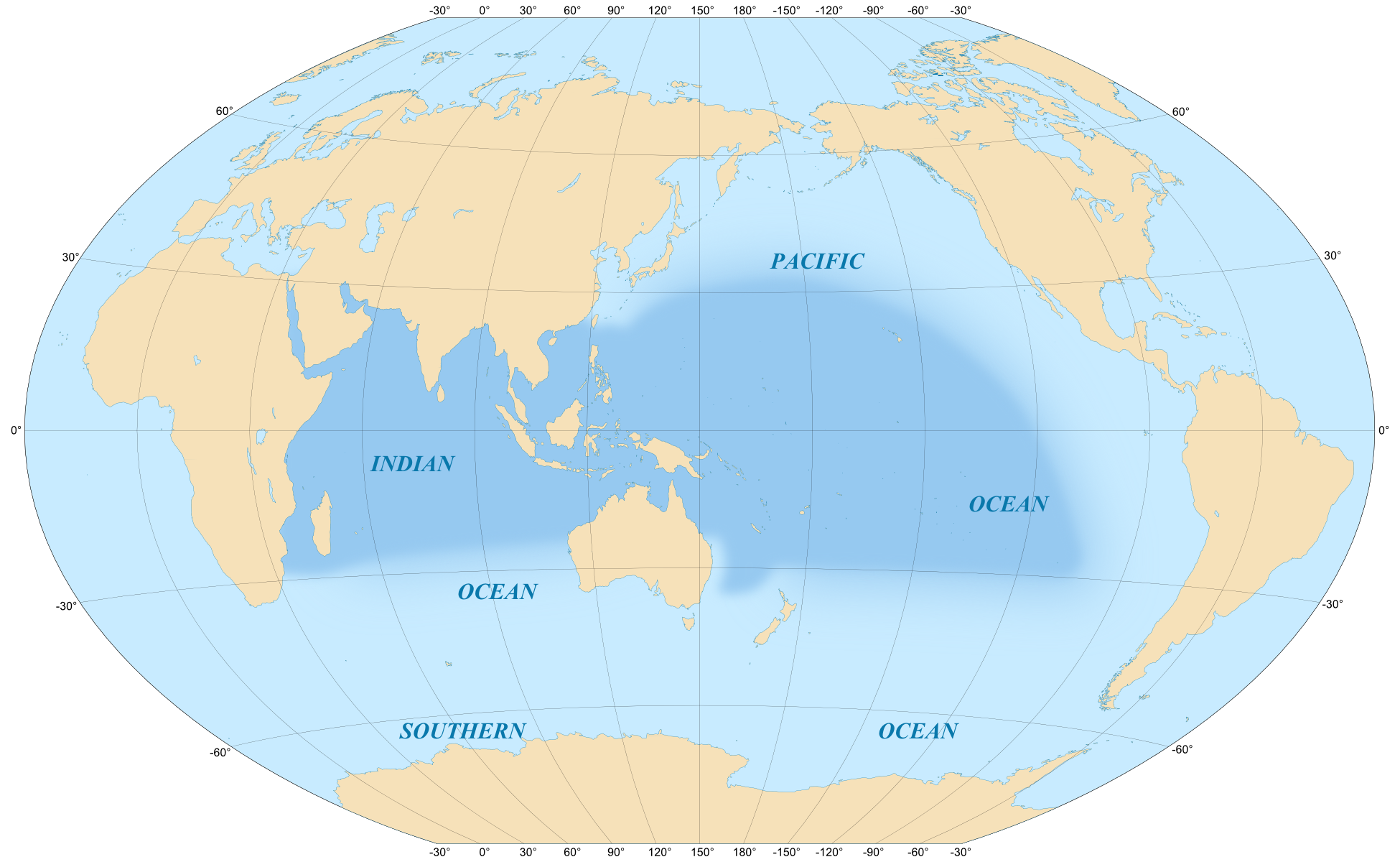
O litoral da região do Indo-Pacífico é a área de ocorrência de C. nodulosum.